# 阿博因 (法菲)
阿博因是葡萄牙布拉加区的一个堂区。总面积11.68平方公里，总人口418人，人口密度35.8人/平方公里。